# Forggensee
Der Forggensee bei Füssen im Allgäu ist ein Stausee und bildet die zweite Staustufe im Verlauf des Lechs, der seit Ende des 19. Jahrhunderts zur Stromerzeugung stark ausgebaut worden ist (siehe Liste). Durch den Staudamm bei Roßhaupten entstand 1954 aus dem ehemaligen Füssener See der Speicher Roßhaupten. Mit einer Fläche von 15,2 km² ist er der größte Stausee in Deutschland und der fünftgrößte See in Bayern, aber bezüglich seiner Herkunft nicht vergleichbar mit den anderen Voralpenseen, die aus Gletscherrandseen entstanden sind. Zum Hochwasserschutz am Lech wird der Wasserspiegel des Forggensees im Winter deutlich abgesenkt.

## Lage
Der Stausee liegt auf rund 780 m ü. NN am Rand der Alpen im schwäbischen Teil von Bayern, der touristisch als Königswinkel vermarktet wird. Aus Österreich kommend passiert der Lech unterhalb des künstlich angelegten Lechfalls die Stadt Füssen, um dahinter in den See zu fließen. Bei einer Breite von ein bis zwei Kilometern erstreckt sich der See im Alpenvorland rund zehn Kilometer in Richtung Norden bis zum Staudamm bei Roßhaupten.
Verwaltungsmäßig liegt er im Landkreis Ostallgäu, dabei zu zwei Dritteln auf dem Gemeindegebiet von Schwangau. Weitere Anliegergemeinden sind Füssen, Halblech, Rieden am Forggensee und Roßhaupten. Seinen Namen erhielt der See von dem ehemaligen Weiler Forggen, der beim Einstau überflutet worden ist und dessen abgebrochene Reste beim Ablassen des Sees im Winter sichtbar werden.

## Entstehung
Nach dem Höhepunkt der letzten Eiszeit schmolz der das ganze Ostallgäu bedeckende Lech-Wertach-Vorlandgletscher allmählich wieder von seinem Maximalstand bei Kaufbeuren zurück, wobei sich, wie im gesamten Voralpenbereich, am Rand der Gletscherzunge bei zwischenzeitlichen Stockungen oder erneutem Wachsen des Gletschers aus den vom Eis aus dem Gebirge mitgeführten Geröllmassen immer neue Moränenwälle auftürmten, die in der heutigen Landschaft noch gut ablesbar sind.

### Füssener See
Auch wenn der Forggensee, wie er sich heute darstellt, kein natürlicher See ist, liegt er doch in einem Becken, das nach der letzten Eiszeit noch von einem weitaus größeren See ausgefüllt war: Als nach der Würmeiszeit der Lechgletscher immer weiter abschmolz, bildeten sich zunächst große Toteismassen, nach deren Abschmelzen in den Aushöhlungen Seen entstanden.
Nördlich des Lechfalls bildete sich so, aufgestaut durch den Höhenrücken des Südflügels der Murnauer Mulde (tektonisch aufgestellte Sedimente der Molasse, die eine größere Erosionsbeständigkeit als die Gesteine der südlich anschließenden kreidezeitlichen Flyschzone aufweisen) am Nordende des heutigen Forggensees, ein bis zu 60 km² großer, auf über 790 m ü. NHN gelegener Füssener See, der als Vorläufer des heutigen Forggensees und der meisten heute noch bestehenden kleineren Voralpenseen in diesem Bereich gesehen werden kann. Etwa vor 14.500 Jahren war das Voralpenland schließlich eisfrei.

### Verlandung des Füssener Sees
Die so entstandenen Seebecken wurden durch Ton-Schluff-Ablagerungen aus dem Gletscherschmelzwasser in verhältnismäßig kurzer Zeit angefüllt. Auch der Füssener See verlandete so zusehends, wobei er jedoch auch durch die Illasbergschlucht ausfloss, die der Lech allmählich durch den Südflügel der Murnauer Mulde in der Nähe der heutigen Staustufe 1 bei Roßhaupten grub. In dieser Schlucht durchschneidet der Lech die steilstehenden Schichten der tertiären Unteren Meeresmolasse und die der Unteren Süßwassermolasse (Tertiär), von Süden nach Norden sind dies die Schichten der Deutenhausen-Formation, die Tonmergel-Schichten, die Baustein-Schichten und insbesondere die Weißach-Schichten der Unteren Süßwassermolasse (Illasberg, Zwieselberg, Senkele).
Erhalten blieben nur kleinere Seen an Vertiefungen im einstigen Seegrund: Bannwald-, Hopfen-, Schwansee und Weißensee. Der Alpsee z. B. war dagegen immer ein eigenständiger See. Im Lechtal entwickelte sich eine großartige Wildflusslandschaft, die Lechauen, deren Flussarme, Kiesbänke und weite Überschwemmungsgebiete Lebensraum für eine reichhaltige Fauna und Flora waren; so überwinterte darin das Rotwild, das aus den Bergen herunterzog.

### Stausee

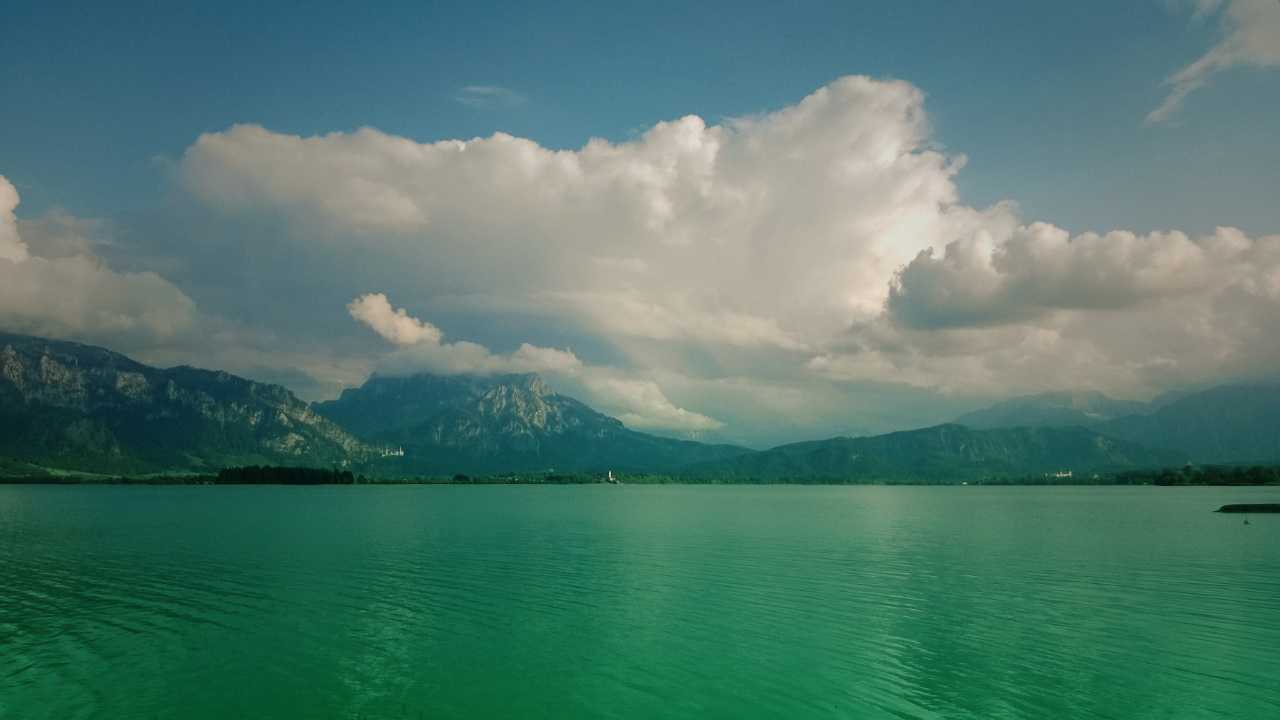
Forggensee

Die ersten Planungen für eine Nutzung der Wasserkraft bei Roßhaupten erfolgten Ende des 19. Jahrhunderts. 1898 kaufte die Firma Siemens & Halske erste Grundstücke im Bereich des Lechdurchbruchs bei Roßhaupten und erhielt eine Konzession zum Bau einer Wasserkraftanlage, die allerdings 1907 wieder erlosch.
Im Jahr 1910 veröffentlichte die Königliche Oberste Baubehörde eine Denkschrift über die Ausnutzung der Wasserkräfte am Lech, nach der schon damals bei Roßhaupten eine Staumauer mit 34 m Höhe, 140 m Kronenlänge und einem Speicher mit 65 Mio. m³ Gesamtinhalt errichtet werden sollte. Der Erste Weltkrieg und wirtschaftlich schwierige Nachkriegsjahre verhinderten die Realisierung dieses Projektes.
Der steigende Strombedarf in der Zwischenkriegszeit erweckte erneutes Interesse am Bau eines Lechspeichers. Ein Entwurf von 1936/37 sah ein Stauziel von 784 m ü. NHN, also drei Meter höher als später ausgeführt, und eine Betonmauer mit eingebautem Kraftwerk vor.
1940 wurden die Bayerischen Wasserkraftwerke AG (BAWAG) gegründet, um den Lech, die Untere Isar und die Obere Donau mit Kraftwerken auszubauen. Wegen der langen Bauzeit im Krieg wurde der geplante Baubeginn des Speichers Roßhaupten zurückgestellt. Lediglich die Lechstufen 7 bis 15 zwischen Landsberg und Schongau konnten in den Jahren 1940 bis 1950 errichtet werden – die kleineren Kraftwerke konnten schneller realisiert werden.
Nach dem Ende des Zweiten Weltkrieges wurde das Projekt Lechspeicher wieder aufgenommen. Nach zähen Verhandlungen wurde das Stauziel auf 781 m ü. NHN festgelegt – die ursprünglich geplante Stauhöhe von 784 m ü. NHN hätte größere Umsiedlungen von 1500 bis 2000 Menschen und besonders im Bereich um Schwangau erhebliche Flächenverluste für die Landwirtschaft bedeutet. Einen Eindruck dieser Ausmaße lieferte das Pfingsthochwasser 1999, als der Seepegel am 22. Mai 1999 mit 782,91 m ü. NHN nur gut einen Meter niedriger lag als das ursprünglich vorgesehene Stauziel.
Die Bawag, inzwischen nur noch für Ausbau der Lechstaustufen zuständig, begann 1950 mit dem Bau des Lechspeichers. Dabei kam es zu starken Protesten der Anlieger, die eine Schutzgemeinschaft gründeten und mit dem Schwangauer Vertrag 1952 eine weitgehend zufriedenstellende Einigung mit der Bawag erreichten. Für die Betroffenen konnten entweder ortsnah neue Höfe gefunden werden oder es wurden neue Häuser gebaut. So sind vor allem viele der Bauern und ihre Nachkommen, die im heutigen Forggenseegebiet lebten, in den Umlandgemeinden bis heute zu finden.

Darstellung der Seefläche auf einer historischen Karte von 1818

Der Bau der Talsperre begann Anfang 1951, nachdem neue Zufahrtsstraßen und ein Wohnlager für die bis zu 1000 beteiligten Arbeitskräfte – fertig gebaut waren. Um die Dichtigkeit des Dammbauwerkes zu gewährleisten, wurden der gesamte Damm und die zugehörigen Bauwerke direkt auf Fels gegründet; dies geschah aus geologischen Gründen nicht wie ursprünglich vorgesehen direkt am Durchbruch des Lech durch die Illasschlucht, sondern noch etwa einen Kilometer flussabwärts, so dass die ökologisch wertvolle Schlucht dabei verloren ging. Seeseitig wurde eine fünf Meter dicke Betonschürze bis zu 20 Meter tief in den Fels eingebaut. An dieser konnte im Frühjahr 1952 der Lech aufgestaut und durch einen zwischenzeitlich errichteten Stollen umgeleitet werden. In den restlichen zwei Jahren bis zur Fertigstellung Ende 1954 wurden die übrigen Bauwerke errichtet und der Damm aufgeschüttet. Dabei wurden die Baustoffe größtenteils aus dem Staubecken selbst gewonnen.

Lech-Füssen-Raum in römischer Zeit.

2018 wurde die Staustufe Roßhaupten saniert, deshalb wurde der See 2018 nicht (wie sonst in jedem Frühjahr) gefüllt. 2019 wurde der See wieder aufgestaut.

### Denkmalpflege und Archäologie
Insgesamt 32 bewohnte Gebäude mit 256 Einwohnern (1950) aus den Schwangauer Ortschaften Brunnen, Deutenhausen und Forggen, darunter 16 Bauernhöfe mit 800 Hektar Nutzfläche waren östlich des Lechs von der Flutung des Forggensees 1954 betroffen. Am Westufer wurden das untere Osterreinen an der alten Straße sowie einzelne Gebäude bei Dürracker und Füssen abgebrochen; die Untere Weidachsiedlung beim heutigen Füssener Stadtteil Weidach wurde komplett verlegt, 32 Familien mussten ihre Häuser verlassen. Von den betroffenen Gebäuden haben nur 14 Häuser aus Deutenhausen „überlebt“: Sie wurden von Theodor Momm, dem Inhaber der gleichnamigen Spinnerei in Kaufbeuren, 1952 der Bawag abgekauft, im Herbst 1954 abgebrochen und von Heimatvertriebenen in der Umgebung wieder aufgebaut. Heiligenfiguren aus der Deutenhausener Kapelle dagegen stehen heute in St. Coloman bei Schwangau.
Die ehemalige bischöfliche Mühle, die 1644 von Waltenhofen nach Forggen verlegt worden war, stellte das wohl wichtigste Gebäude unter den stattlichen Einzelhöfen dar, deren Grundmauern auf dem Seegrund zerfallen.
Am nördlichen Ende des Sees entdeckte der Dösinger Heimatforscher Sigulf Guggenmos (1941–2018) verschiedene bedeutende archäologische Fundplätze, darunter Spuren mesolithischer Jagdstationen sowie einen spätkeltischen bzw. römerzeitlichen Brandopferplatz.
Wenige hundert Meter vom heutigen Ufer entfernt, am ehemaligen Weg von Brunnen nach Forggen trifft man auf 1974 freigespülte Grundmauern und Ziegelreste einer römischen Villa rustica. Solche Gutshöfe versorgten Reisende auf den römischen Straßen. Bei einem dort noch gut erkennbaren, festen Straßendamm mit Ausrichtung auf die Landmarken Auerberg im Norden und Säuling im Süden könnte es sich nach Ansicht des Bayerischen Landesamts für Denkmalpflege um eine in Vergessenheit geratene Römerstraße handeln, die vielleicht eine Verbindung von der Römersiedlung Tegelberg zur Via Claudia Augusta und deren Handelsstation bei Osterreinen darstellt. Möglich ist demnach der Verlauf einer jahreszeitlich bedingt genutzten zusätzlichen Römerstraße von Pinswang durch den Alpsee-Sattel und über die Römersiedlung am Tegelberg.

## Nutzung
Der Forggensee dient zum einen direkt der Stromerzeugung und auch als sogenannter Kopfspeicher der Niedrigwasseraufhöhung für die lechabwärts gelegenen Wasserkraftwerke, zum anderen ist der See für die Hochwasserregulierung (Hochwasserschutz) am Lech nach Einsetzen der Schneeschmelze wichtig. Hauptsächlich im Sommer dient er auch der Naherholung.

### Energieerzeugung
Die zwei Kaplanturbinen des Speicherkraftwerks haben mit ihren 30-MVA-Schirmgeneratoren zusammen eine Nennleistung von 45,5 MW bei einer Fallhöhe von 35,4 m und einem Durchfluss von je 75 m³/s. Das mittlere Jahresarbeitsvermögen beträgt 152,6 GWh.
Die Uniper Kraftwerke GmbH (UKW) ist inzwischen der Betreiber der Kraftwerksanlagen. Das Kraftwerk selbst ist normalerweise unbesetzt; die Steuerung erfolgt über die zentrale Schaltwarte in Landshut.
Das dem Kraftwerk zugeleitete Wasser, bis zu 150 m³/s, wird dem Forggensee kurz oberhalb des Dammfußes durch ein am Nordhang gelegenes Einlaufbauwerk mit drei Öffnungen von je 8,25 Meter Höhe und drei Meter Breite entnommen und fließt auf 325 Metern Länge durch einen 8,35 Meter breiten kreisförmigen Triebwasserstollen durch ein Hosenrohr in zwei Rohre mit je 4,5 Metern Durchmesser. Von dort wird es in die beiden Einlaufspiralen der Turbinen und zurück in den Lech geführt.
Das Infozentrum Wasserkraft, das dem Museenverbund Auerbergland angehört, ist in den Räumlichkeiten des Kraftwerkes Roßhaupten untergebracht und informiert die Besucher über die Erzeugung regenerativer Energie aus der Wasserkraft des Lechs sowie über die Zusammenhänge zwischen dem Fluss, der Umwelt und den Anwohnern.

### Hochwasserschutz
Als Folge der Überschwemmungen seit 1999 entwickelte das Land Bayern mehrere Programme für den Schutz vor Hochwasser. Für den Forggensee wurde deshalb ab 2005 eine generelle Absenkung des Stauziels um einen halben Meter (von 781 m ü. NHN auf 780,20 – 780,7 m ü. NHN) festgelegt; 7,5 Mio m³ zusätzliche Auffangreserven für Hochwasser können damit bereitgehalten werden. Zudem kann der Seespiegel nun vorsorglich abgelassen werden, um die Hochwasserspitzen besser auffangen zu können. 2005 wurde zudem eine neue Hochwasserentlastungsanlage eingebaut.
Für Gemeinden mit flachen Uferbereichen – dazu gehört besonders Schwangau – wurden durch die Absenkung des Normalwasserstandes Umbaumaßnahmen notwendig. Die vorhandenen Hafenanlagen von Wassersportvereinen mussten mit Kanälen an den „neuen Forggensee“ angeschlossen werden. Bodendenkmäler, die vorher unter Wasser geschützt lagen, tauchten auf und benötigten Schutz vor zu schneller Verwitterung. Im Bereich von Horn und Waltenhofen entstehen breitere Kiesstrände bis hin zum See.

### Naherholung und Tourismus
Im Sommer während des Vollstaus vom 1. Juni bis 15. Oktober dient der See insbesondere auch der Freizeiterholung. Neben mehreren öffentlichen Badestellen bietet der Forggensee Möglichkeiten für zahlreiche Wassersportarten, wie Segeln, Rudern, Elektroboot fahren, Windsurfen, Kitesurfen oder Stand-Up-Paddling. Es gibt mehrere Segelvereine, Rudervereine, Fischereivereine, Verleihangebote für Segelboote, Ruderboote und SUPs und auch eine Segelschule und Motorbootschule. Seit 1955 existiert eine Forggenseeschifffahrt, die mit zwei Passagierschiffen (MS Allgäu und MS Füssen) eine große und eine kleine Rundfahrt auf dem Forggensee durchführt und dabei mehrere Anlegestellen anläuft. Um den Forggensee herum führt eine Themenroute der Radreiseregion Schlosspark im Allgäu.
Im Winter wird der Wasserpegel abgesenkt und flachere Bereiche des Sees (insbesondere Richtung Füssen) fallen trocken, wobei der Tiefstand normalerweise im März erreicht wird. Der Grund ist dann teilweise begehbar. Durch diese Möglichkeit sind an manchen Stellen noch Grundrisse von Gebäuden sichtbar, die damals für den Bau des Forggensees abgerissen wurden, auch Spuren alter Straßen, sogar der Römerstraße Via Claudia Augusta, tauchen dann aus den Wassern des Sees auf. Während die bisherige Absenkung im Winter um 10 bis 15 Meter erfolgte, soll der Forggensee ab 2022 aus Tierschutzgründen auch im Winter deutlich mehr Wasser führen. Dann ist nur noch mit einer Absenkung um bis zu acht Meter zu rechnen.
Im Süden des Sees bei Füssen wurde am 25. August 1998, dem 153. Geburtstag von König Ludwig auf einem neu aufgeschütteten, 45.000 m² großen Grundstück im Forggensee der Grundstein zu dem zum damaligen Zeitpunkt Musical Theater Neuschwanstein genannten Festspielhaus gelegt, das dem Richard-Wagner-Festspielhaus in Bayreuth nachempfunden ist. Die Eröffnung fand am 7. April 2000 mit der Uraufführung des Musicals Ludwig II. – Sehnsucht nach dem Paradies statt.

### Kiesabbau
Der Forggensee wird zum Kiesabbau genutzt, der zwar nur im Winter bei abgestautem See möglich ist, dann aber sehr einfach im Tagebau. Er ist im Regionalplan Allgäu als einziges Vorranggebiet für Kiesabbau im südlichen Ostallgäu aufgelistet.

## Hydrologie
Der Forggensee besitzt mit 1596,66 km² das größte Einzugsgebiet aller bayerischen Seen, ihm wird mit 69,7 m³/s auch das meiste Wasser zugeführt. Diese enorme Wassermenge ist auch der Grund, warum der Füssener See nach der letzten Eiszeit einerseits sehr schnell mit Sedimenten angefüllt wurde und sich andererseits der Abfluss bei der Illasschlucht so eintiefte, dass der See schließlich restlos auslief. Ansonsten würde sich heute vermutlich anstelle des Forggensees ein den übrigen Voralpenseen ähnlicher Zungenbeckensee befinden.
| Wasserdaten            | Wasserdaten                     |
| ---------------------- | ------------------------------- |
| Leitfähigkeit:         | 230–280 μS/cm                   |
| pH-Wert:               | 7,1 (Spätherbst) – 8,8 (Sommer) |
| Sauerstoffgehalt:      | 7,4–8,8 μg/l                    |
| Phosphorgehalt normal: | 10–20 μg/l                      |
| Phosphorgehalt extrem: | 60 μg/l (Frühsommer)            |
| Ammoniumstickstoff:    | 20–90 μg/l                      |

### Wassereigenschaften
Der Forggensee gehört zum Typus des kalkreichen voralpinen Sees. Nach den chemischen und biologischen Daten ist der Forggensee als mesotroph bis schwach eutroph einzustufen.
Die Sichttiefe liegt im Frühjahr, bedingt durch mineralische Schwebstoffe nach dem Einstau, bei nur etwa 0,8 m, während sie im Sommer und Herbst bis zu 6 m beträgt.

### Zu- und Abfluss
Größter Zufluss ist der Lech, der mit 1423,62 km² auch annähernd neun Zehntel des gesamten Einzugsbereiches entwässert. Mit einem mittleren Abfluss von 65,7 m³/s liefert er den größten Teil des dem Forggensee zufließenden Wassers, weitere nennenswerte Zuflüsse liefern nur noch die Füssener Ache (Mündung nördlich des Musicaltheaters) mit 1,53 m³/s sowie die Mühlberger Ache (Mündung bei Brunnen) mit 1,26 m³/s.
Die Lage des Forggensees am Ausfluss des Lechs aus dem Gebirge bedingt sehr starke Schwankungen des Lechpegels; so wurde beim Hochwasser 1910 ein maximaler Abfluss von 915 m³/s gemessen, während des Pfingsthochwassers 1999 waren es 1115 m³/s, im August des Jahres 2005 sogar 1262 m³/s, und damit annähernd das 20fache des mittleren Abflusses. Obwohl der Forggensee seit 2005 vorsorglich abgelassen werden kann, um Überschwemmungen vorzubeugen, ist eine Überschreitung des höchsten Stauzieles von 782 m ü. NHN so nicht vollständig vermeidbar.

## Verlandung des Forggensees
Wie alle Stauseen unterbricht der Forggensee den Transport von Sedimenten, was eine Verlandung bewirkt. Wenngleich eine vollständige Verlandung erst in etwa 500 Jahren zu erwarten ist, erzeugt die Ablagerung von Sedimenten bereits heute Probleme bei der Befahrbarkeit von Bootshäfen und Anlegestellen der Schifffahrt. Eine Untersuchung des Wasserwirtschaftsamts Kempten im Jahr 2018 ergab, dass die Schicht feiner Sedimente bereits bis zu sechs Meter dick sein könnte, so dass Gegenmaßnahmen durch Abbau und Deponierung der Sedimente oder durch Umlagerung innerhalb des Sees höhere Kosten als erwartet verursachen würden.
Der Landtagsabgeordnete Bernhard Pohl (Freie Wähler) hat den bayerischen Umweltminister Thorsten Glauber (Freie Wähler, Kabinette Söder II und III) um Hilfe gebeten. Der Bürgermeister von Schwangau hat die Befürchtung geäußert, die Ausflugsschiffe auf dem Forggensee könnten die Haltestelle Waltenhofen in 10 bis 20 Jahren wegen der Verlandung dieses Bereichs nicht mehr anfahren. Er regt an, den Kiesabbau im See wieder zu ermöglichen – dort wo Kies entnommen wurde, könne man Sedimente einlagern.

## Fauna und Flora

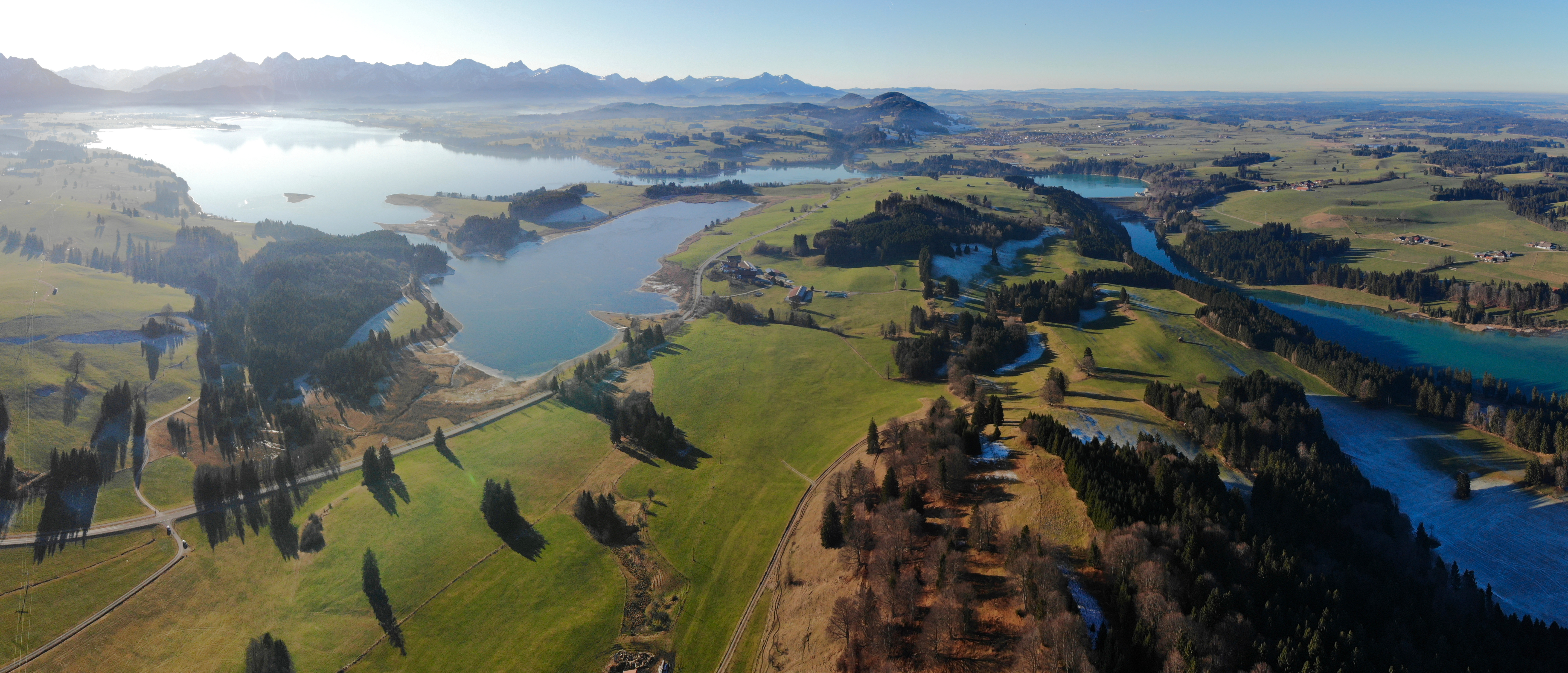
In der Bildmitte der ehemals eigenständige Illasbergsee, heute Teil des Forggensees. Rechts oben die Staumauer mit Lech.

Der Kreisfischereiverein Füssen führt die Fischereibewirtschaftung des Forggensees durch. Der jährliche Besatz mit Hecht, Karpfen, Zander, Regenbogen- und Seeforelle macht den Forggensee zu einem interessanten Fischereigewässer. Weiter finden sich Äsche, Brachse, Flussbarsch und Schleie. Der im Winter auf eine Fläche von ca. 3,2 km² geschrumpfte Restsee bietet dem Fischbestand die notwendige Überwinterungsmöglichkeit. Der Forggensee erregte in der Vergangenheit immer wieder Aufsehen durch Fänge großer Hechte und Brachsen.
Der Forggensee ist Brutplatz für Wasservögel und Rastplatz vieler Zugvögel.
Größere Wasserpflanzen können durch die starken Wasserspiegelschwankungen und das fast vollständige Trockenfallen des Seegrundes während der Wintermonate nicht bestehen; lediglich an flachen, kiesigen Uferstellen im Südteil des Sees ist ein dürftiger Bewuchs mit Schilf und Weiden zu beobachten. Der Illasbergsee (ein kleiner Anhang des Forggensees, östlich des Ausflusses im Norden) schrumpft bei der Absenkung im Winterhalbjahr zu einem von Röhricht umsäumten weiherartigen Gewässer.

## Sonstiges
Im März 2016 scheiterte der Versuch, den abgelaufenen Forggensee mit einem Auto zu durchfahren.
Von 2015 bis 2019 fand jährlich im März im noch abgelassenen Forggensee der Füssener Mudiator-Lauf „AllgäuMan“ statt, ein Hindernislauf über den schlammigen Seegrund.

## Bildergalerie

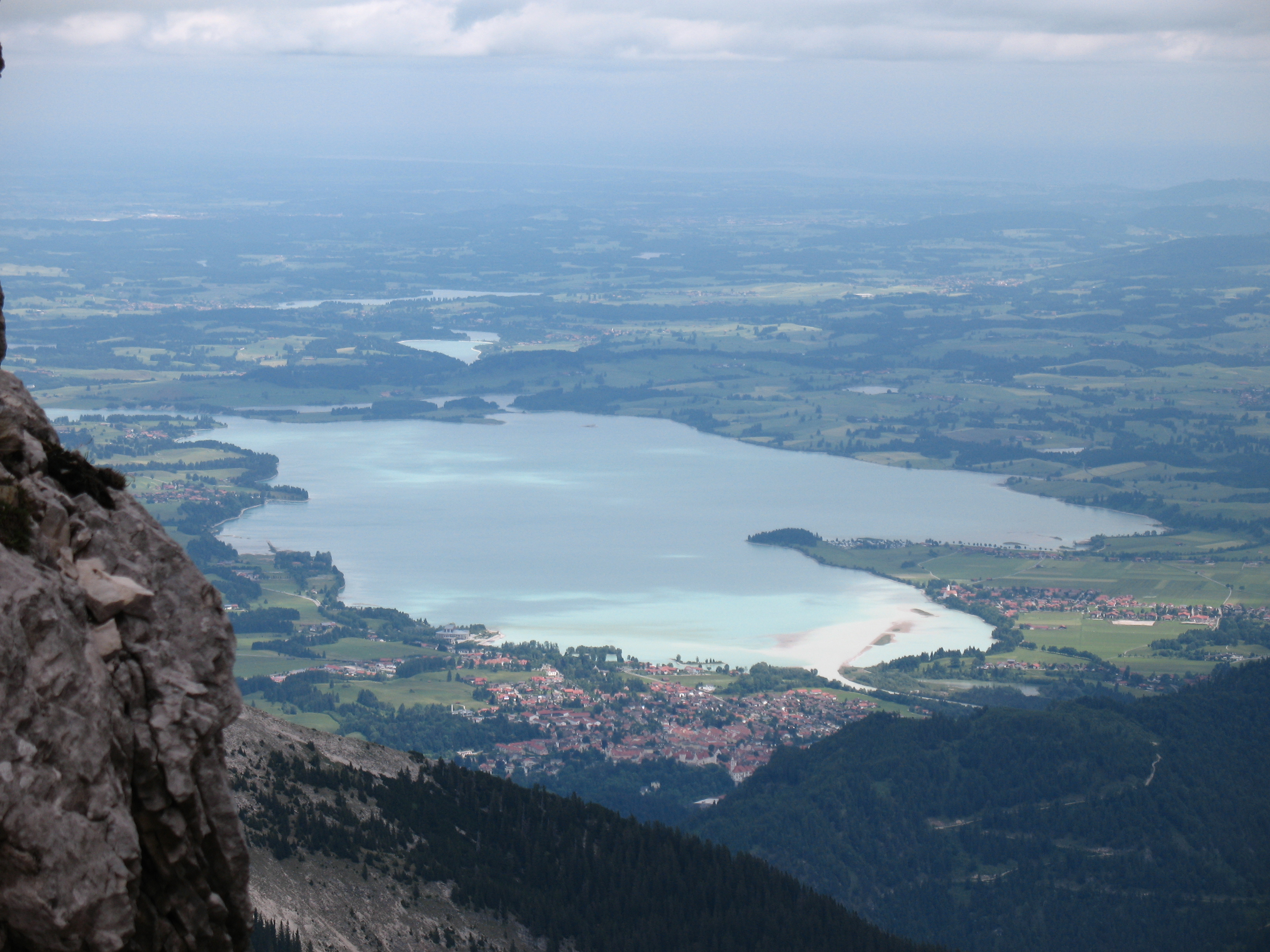
Forggensee und Füssen von der Kellenspitze (2238 m)
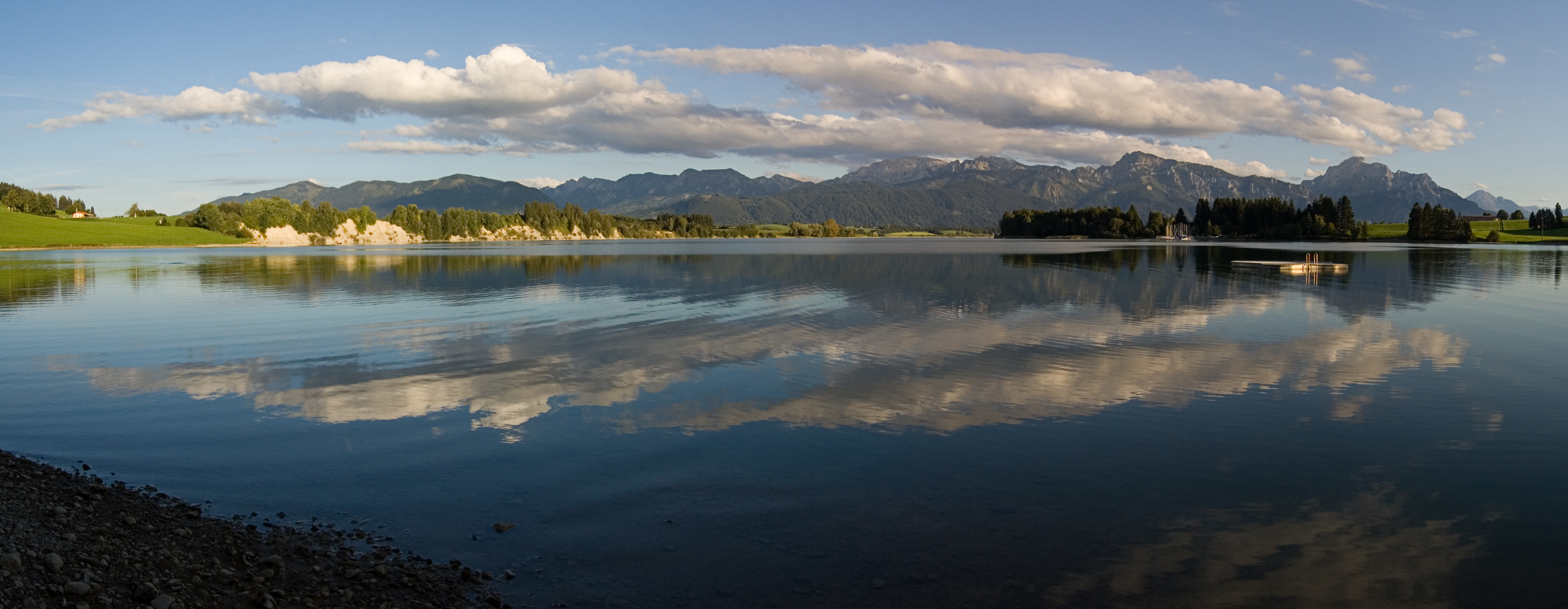
Nordende des Forggensees mit Blick auf die Illasbergschlucht
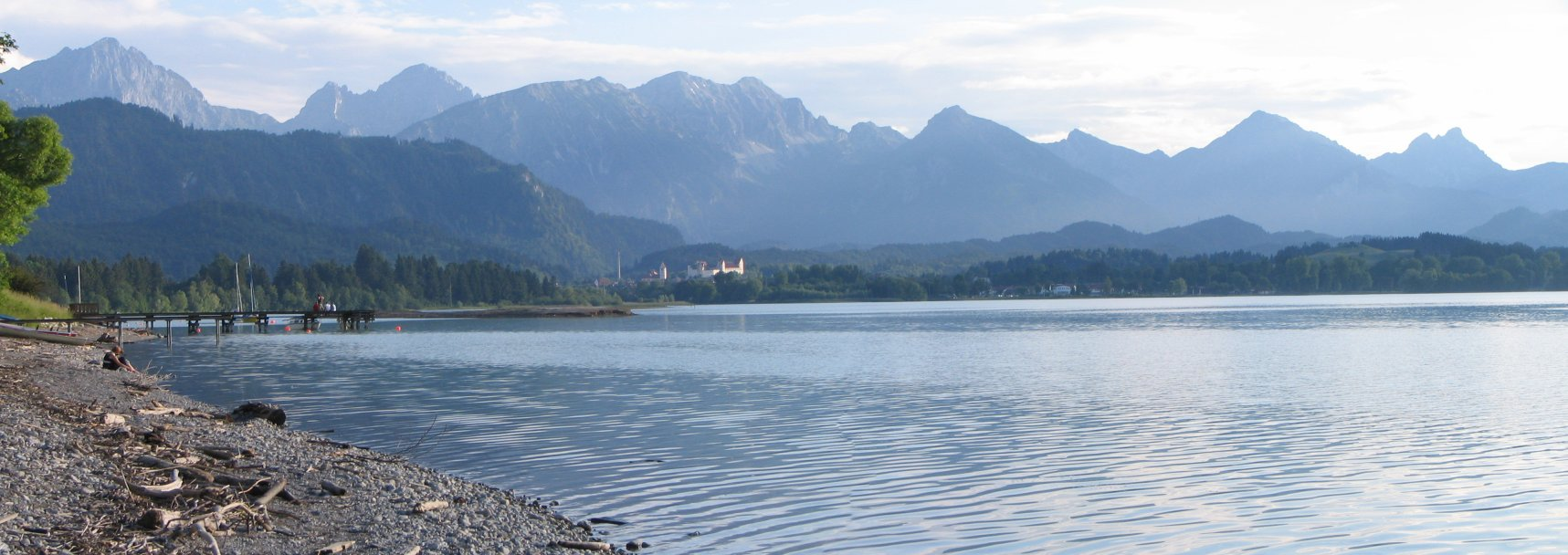
Südende des Forggensees mit Blick auf Füssen
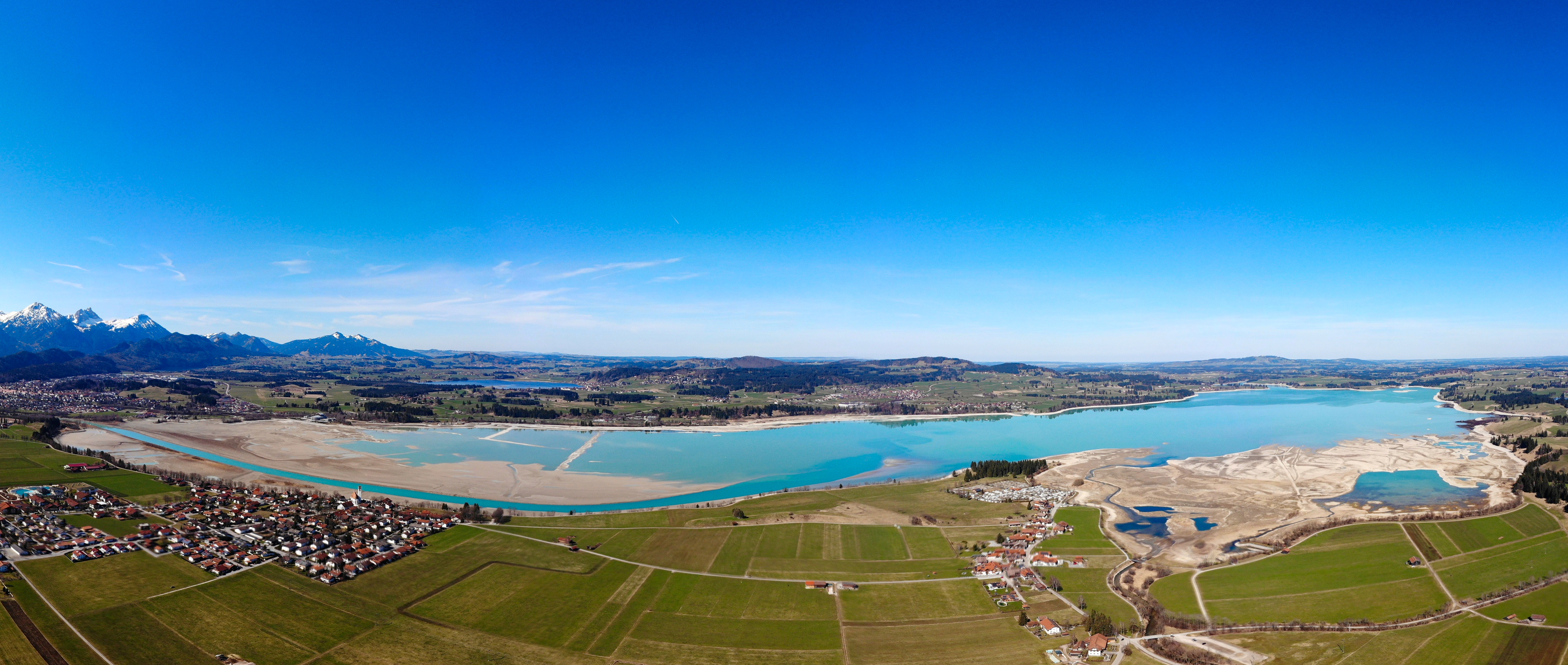
Luftaufnahme des Forggensees bei Niedrigwasser von Südosten (März 2020)
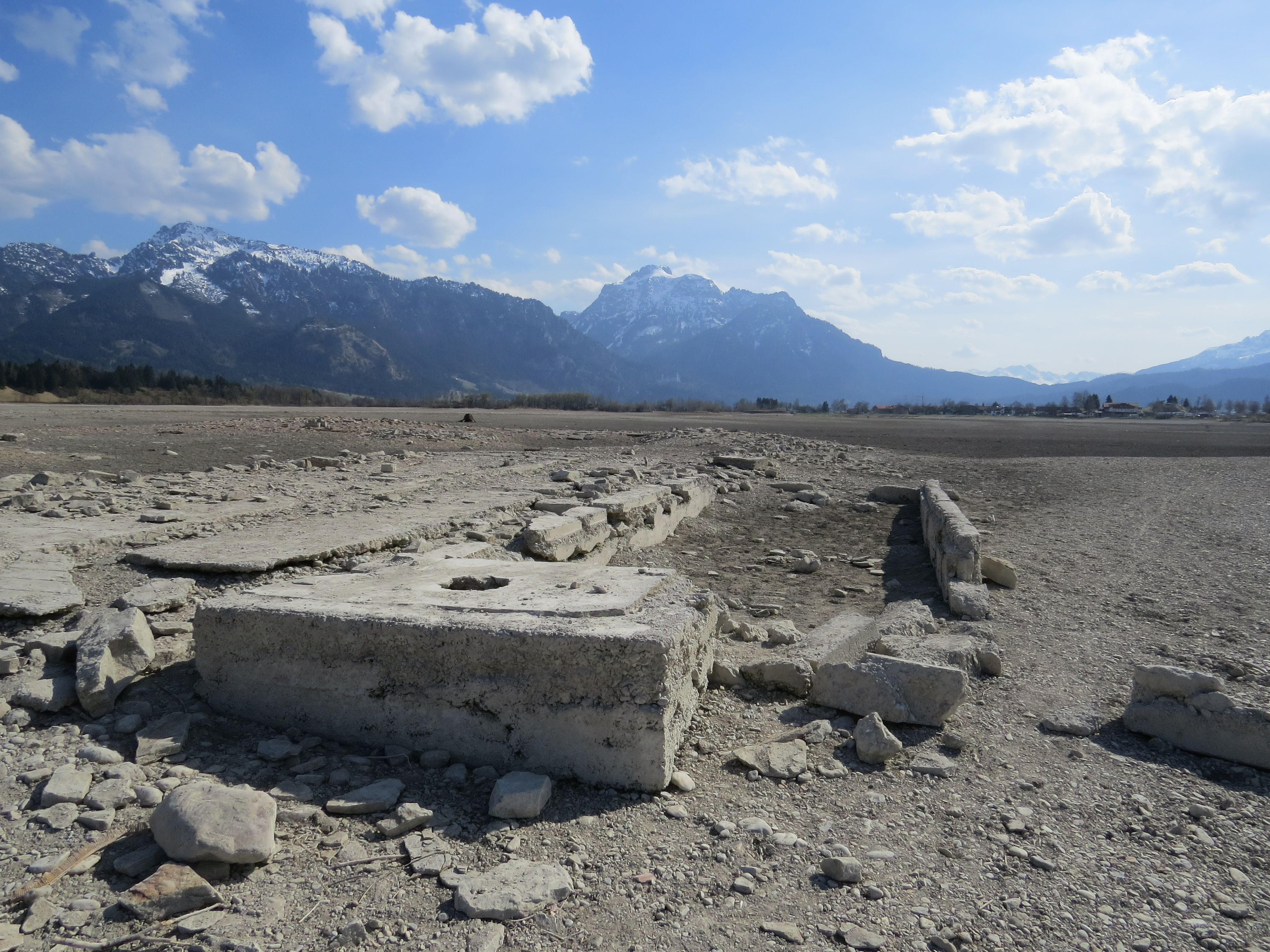
Reste des Weilers Forggen im abgestauten Forggensee
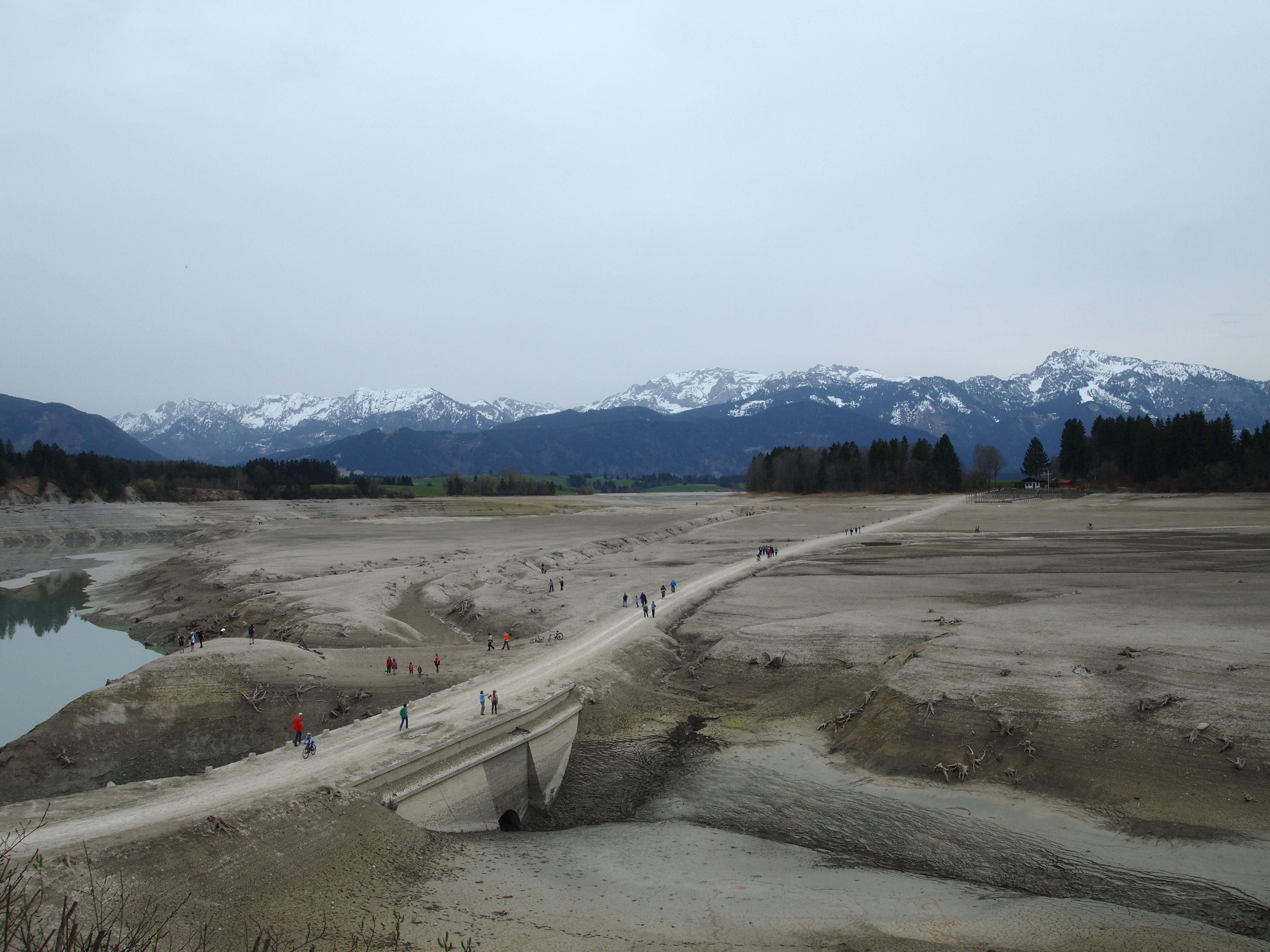
Tiefentalbrücke der ehemaligen Bundesstraße
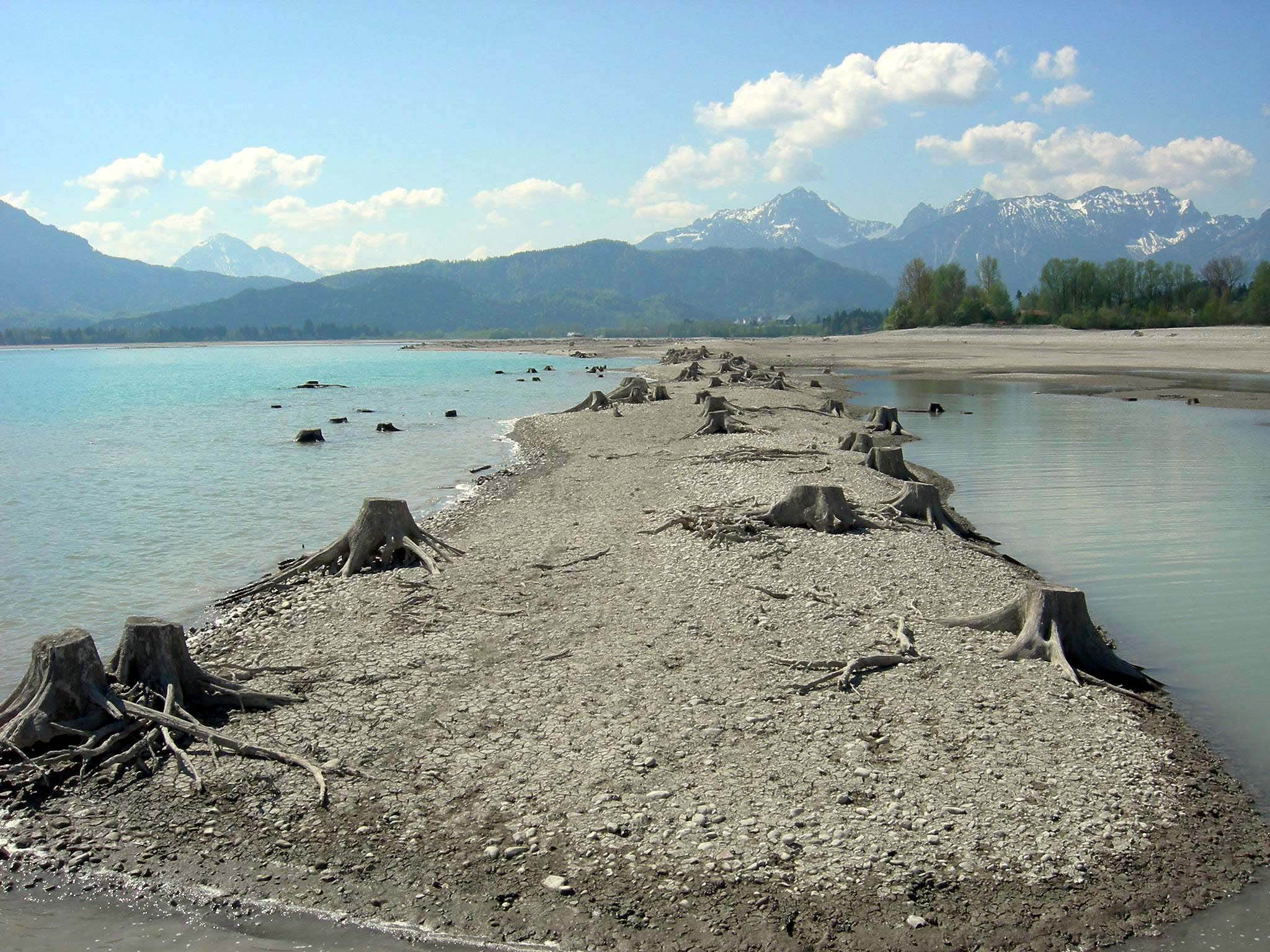
Via Claudia Augusta zwischen Rieden und Roßhaupten
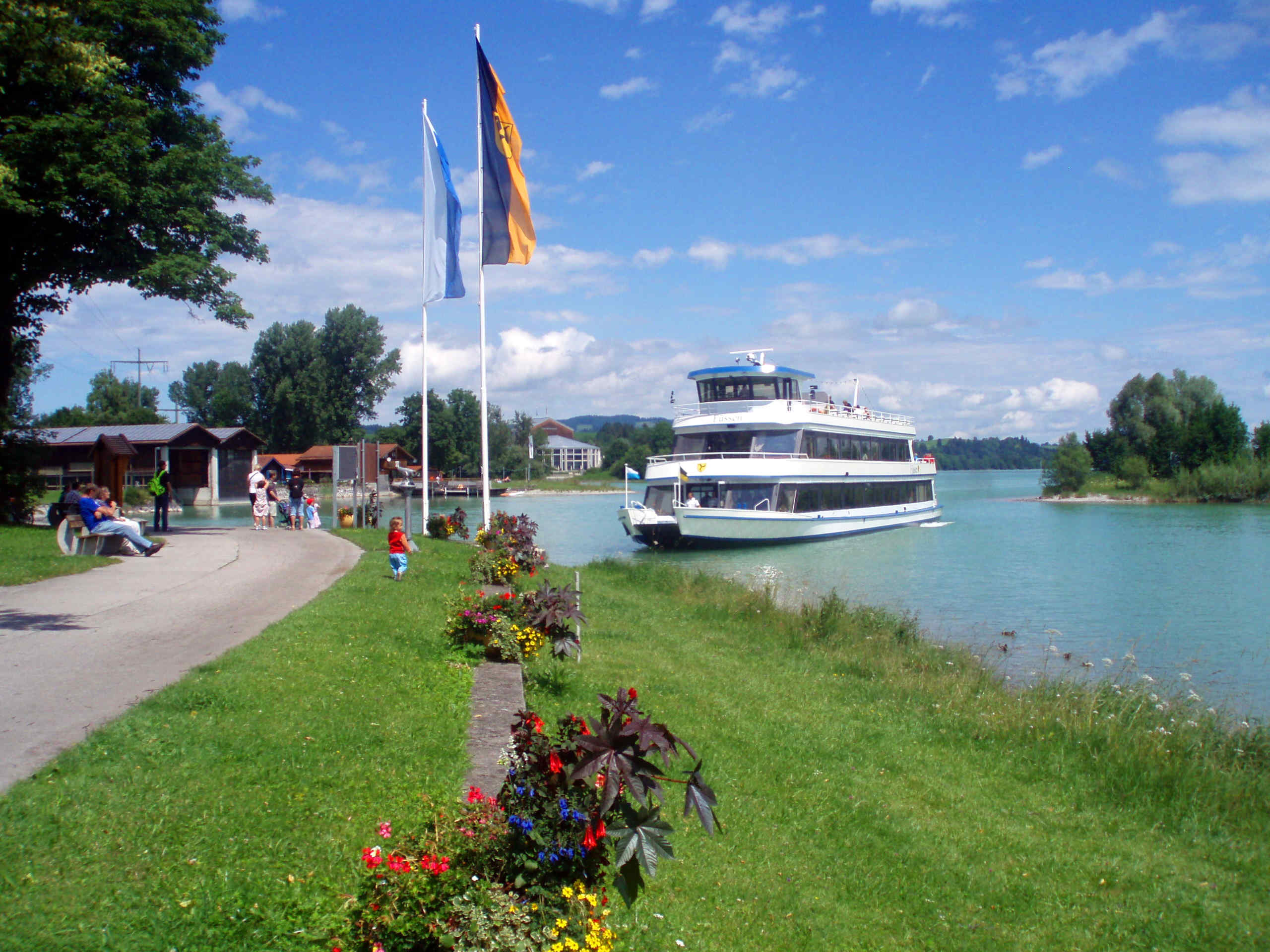
Bootsanlegestelle Füssen der Forggenseeschifffahrt
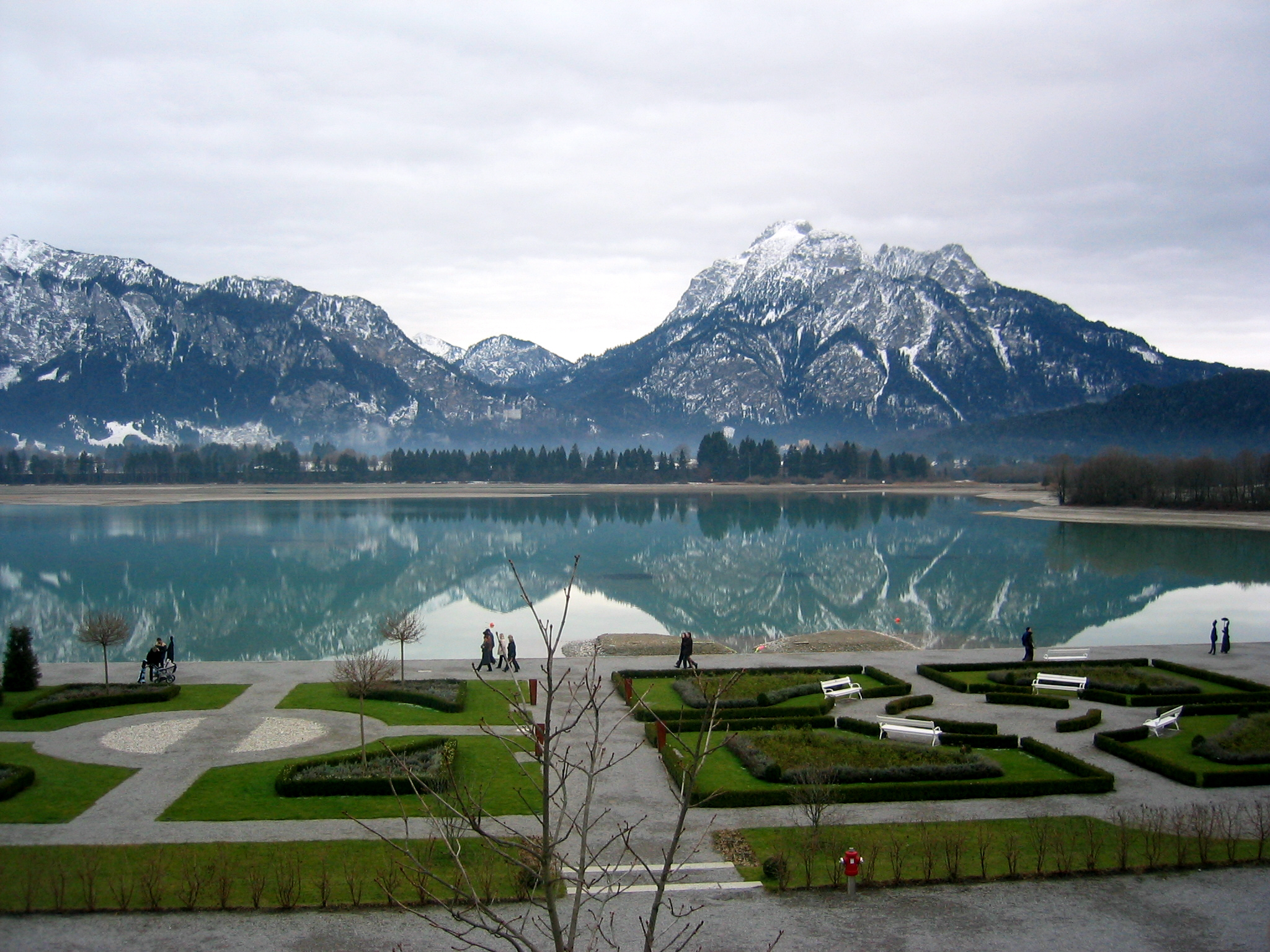
Musicaltheater Neuschwanstein; Aussicht